# Stanisław Bronikowski
Stanisław Bronikowski (ur. 10 lutego 1895 r. w Chotowie w Wielkopolsce – zm. 25 września 1917 r. w Tatrach) – polski turysta górski i taternik, zginął tragicznie w górach podczas próby przejścia południowej ściany Zamarłej Turni.
Od 1914 r. mieszkał w Zakopanem, dużo chodził po Tatrach turystycznie, rozpoczął również uprawianie taternictwa. 25 września 1917 r. wraz ze swym przyjacielem, Rafałem Malczewskim (synem Jacka), postanowili pokonać (jako szósty zespół w historii) słynną już wówczas południową ścianę Zamarłej Turni.
W trakcie pokonywania największych trudności drogi Bronikowski wspiął się na wysokość ok. 15 metrów powyżej ostatniego haka. Tam odpadł od ściany. Lina łącząca go z Malczewskim nie wytrzymała trzydziestometrowego lotu i pękła. Bronikowski spadł na piargi pod ścianą, ponosząc śmierć na miejscu, Malczewski zaś przypięty do haka oczekiwał na ratunek przez całą noc.
Upadek Bronikowskiego był pierwszym śmiertelnym wypadkiem taternickim na południowej ścianie Zamarłej Turni, wielokrotnie później wspominanym w literaturze tatrzańskiej. Krytyczne miejsce w ścianie Zamarłej Turni – nadzwyczaj trudny odcinek drogi wspinaczkowej, wiodący bardzo stromą rysą – nazwano potem Rysą Bronikowskiego. Przy ścieżce i znakowanym szlaku turystycznym, wiodących z Doliny Pięciu Stawów Polskich na przełęcz Zawrat umieszczono później na dużym głazie niewielką tablicę, upamiętniającą zmarłego tragicznie wspinacza (tzw. tablica Bronikowskiego).